# Leif Högström
Leif Nils Oskar Högström (Enskede, 1955. július 4. –) olimpiai és világbajnok svéd párbajtőrvívó.